# (14826) Nicollier
(14826) Nicollier  es un asteroide perteneciente al cinturón de asteroides, descubierto el 16 de septiembre de 1985 por Paul Wild desde el Observatorio de Berna-Zimmerwald, en Suiza.

## Designación y nombre
Nicollier se designó inicialmente como 1985 SC1. Fue nombrado por Claude Nicollier (n. 1944) quien estudió astronomía en Lausana y se convirtió en el primer especialista europeo en misiones de la NASA. Los astrónomos le deben un agradecimiento especial por su papel decisivo en el éxito de ambas misiones de mantenimiento del telescopio espacial Hubble.

## Características orbitales
Nicollier orbita a una distancia media del Sol de 3,077 ua, pudiendo acercarse hasta 2,270 ua y alejarse hasta 3,885 ua. Tiene una excentricidad de 0,262 y una inclinación orbital de 2,334° grados. Emplea en completar una órbita alrededor del Sol 1971,92 días.
Los próximos acercamientos a la órbita de Júpiter ocurrirán el 12 de abril de 2064, el 6 de noviembre de 2073 y el 22 de mayo de 2123.

## Características físicas
Su magnitud absoluta es 13,71. Tiene 11,598 km de diámetro. Su albedo se estima en 0,063.